# Мадемилова, Эркин
Кулбубу (Эркин) Чортоновна Мадемилова (27 февраля 1929, Фрунзе, Киргизская АССР, РСФСР, СССР — 27 июля 2018) — советская и киргизская артистка балета, солистка Киргизского театра оперы и балета (1947—1953). Народная артистка Киргизской ССР (1979).
- Биография

Родилась 27 февраля 1929 года во Фрунзе. Настоящее имя Кулбубу, сценическое — Эркин. Отец — Чортон Бекбулатов, заведующий типографией. Мать — Калбубу Мадемилова, артистка Киргизской театральной студии.
В 1937—1941 годах училась в Ленинградском хореографическом училище имени А. Я. Вагановой. После начала войны вернулась во Фрунзе, занималась в хореографической студии.
С 1947 по 1953 год солистка Киргизского государственного театра оперы и балета. Взяла себе сценическое имя Эркин, чтобы её не путали с матерью. Исполняла ведущие сольные партии в спектаклях «Лебединое озеро», «Раймонда», «Лауренсия», «Бахчисарайский фонтан», «Коппелия», «Чолпон», «Анар» и других.
В 1953—1958 годах студентка ГИТИСа им. А. Луначарского, специальность «режиссёр-балетмейстер» (класс лауреата Сталинских премий, народного артиста СССР, академика Р. В. Захарова).
В 1958 году награждена орденом «Знак Почёта» как главный хореограф-постановщик культурной программы «Цвети, наша молодость!» к VI Всемирному фестивалю молодежи и студентов в Москве, которая была удостоена Первой премии.
С 1959 года главный балетмейстер Киргизского театра оперы и балета. Поставила балеты «Жизель», «Большой вальс», «Египетские ночи», а также постановки «Франческа да Римини» и «Испанское каприччио» и другие.
В 1966—1969 годах проходила стажировку в Московском академическом музыкальном театре им. К. С. Станиславского и В. И. Немировича-Данченко и в Государственном Большом театре СССР.
С 1969 году главный хореограф-постановщик Киргизского Государственного театра оперы и балета. Поставила балеты «Жизель», «Тропою грома», «Большой вальс», «Лауренсия», «Бахчисарайский фонтан», «Египетские ночи», и другие.
В 1970 году направлена в Монголию, постановщик-балетмейстер Ансамбля песни и танца МНР, постановщик юбилейной программы, посвященной 50-летию образования этой республики.
С 1974 по 1976 год во Вьетнаме в качестве режиссёра-балетмейстера и педагога, создавала танцевальные коллективы.
1977—1987 годах художественный руководитель Киргизского государственного ансамбля танца. В 1981 году создала Иссык-Кульский ансамбль песни и танца «Боз салкын».
С 1993 года профессор кафедры сольного пения Кыргызской национальной консерватории. В 1997 году основала кафедру «Режиссура хореографии» и была её первой заведующей. С 2002 — профессор.
Умерла 27 июля 2018 года.
Муж — Джумахматов, Асанхан Джумахматович, дирижер, народный артист СССР.
Дети 
- Мадемилова, Зарема Нурдиновна - актриса, режиссер, кинематографист, сценарист, общественный деятель.
- Джумахматов, Эркин  Асанханович - творческий работник.
- Мадемилова, Лолита Бактыбековна- работник кино, директор фильма (директор картины).

## Награды
- 1958 — Орден «Знак Почёта»
- 1963 — Заслуженный деятель культуры Киргизской ССР.
- 1979 — Народная артистка Киргизской ССР.